# Mycalesis persa
Mycalesis persa är en fjärilsart som beskrevs av Smith och Kirby 1902. Mycalesis persa ingår i släktet Mycalesis och familjen praktfjärilar. Inga underarter finns listade i Catalogue of Life.